# Ocyceros griseus
Ocyceros griseus е вид птица от семейство Носорогови птици (Bucerotidae).

## Разпространение
Видът е разпространен в Индия.